# Laurence Bibollet
Laurence Bibollet est une curleuse française.

## Biographie
Laurence Bibollet est sacrée championne de France de curling en 1993.
Elle participe aux Championnats d'Europe de curling en 1990, terminant à la huitième place. 